# Guglielmo Gargiolli
Guglielmo Gargiolli (... – XVII secolo) è stato un matematico e ingegnere italiano.

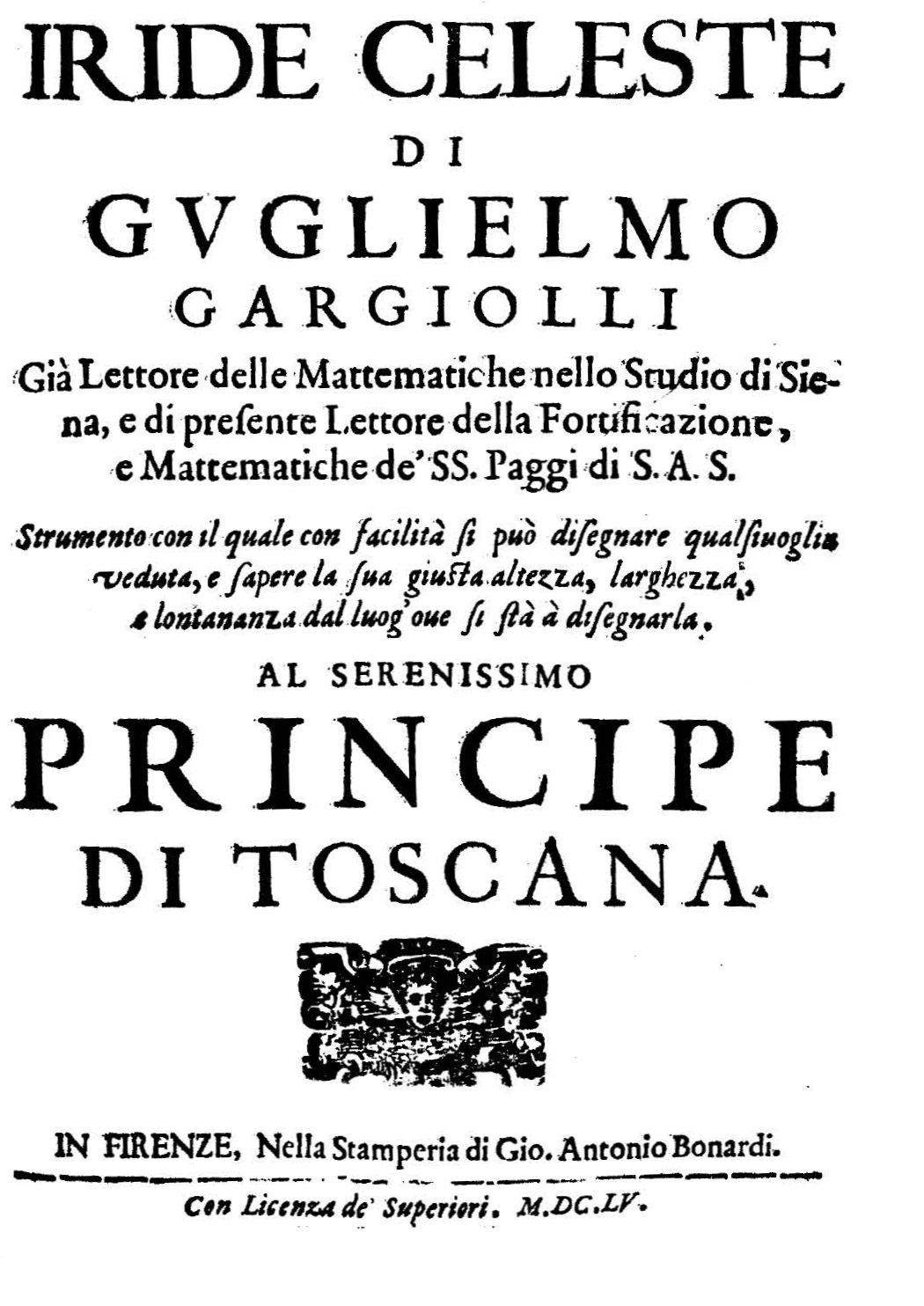
Iride celeste, 1655

Fu prima lettore di matematica allo Studio di Siena, poi d'ingegneria militare e matematica alla corte di Firenze.
Il suo libro Iride celeste fu notato per la sua spiegazione di come stimare da distante l'altezza di un oggetto e la sua distanza dall'osservatore.

## Opere
- Iride celeste, Firenze, Giovanni Antonio Bonardi, 1655.